# Federazioni appartenenti alla FIFA
Lista delle Federazioni calcistiche mondiali che sono riconosciute dalla FIFA e che partecipano ai suoi tornei di club e di nazionali. Tali enti sono posti sotto l'egida delle Confederazioni continentali (menzionate tra parentesi), facenti parte della sopracitata Federazione Mondiale.

## Europa (UEFA)
| Paese                | Federazione | Anno |
| -------------------- | ----------- | ---- |
| Danimarca            | DBU         | 1904 |
| Francia              | FFF         | 1904 |
| Paesi Bassi          | KNVB        | 1904 |
| Spagna               | RFEF        | 1904 |
| Svizzera             | SFV         | 1904 |
| Svezia               | SvFF        | 1904 |
| Belgio               | URBFA       | 1904 |
| Germania             | DFB         | 1904 |
| Inghilterra          | FA          | 1905 |
| Italia               | FIGC        | 1905 |
| Austria              | ÖFB         | 1905 |
| Rep. Ceca            | ČMFS        | 1907 |
| Ungheria             | MLSZ        | 1907 |
| Norvegia             | NFF         | 1908 |
| Finlandia            | SPL         | 1908 |
| Galles               | FWA         | 1910 |
| Lussemburgo          | FLF         | 1910 |
| Scozia               | SFA         | 1910 |
| Irlanda del Nord     | IFA         | 1911 |
| Russia               | FRU         | 1912 |
| Irlanda              | FAI         | 1921 |
| Serbia               | FSS         | 1921 |
| Lettonia             | LaFF        | 1922 |
| Estonia              | EJL         | 1923 |
| Portogallo           | FPF         | 1923 |
| Romania              | FRF         | 1923 |
| Lituania             | LiFF        | 1923 |
| Polonia              | PZPN        | 1923 |
| Turchia              | TFF         | 1923 |
| Bulgaria             | BFU         | 1924 |
| Grecia               | HFF         | 1927 |
| Israele              | IFA         | 1929 |
| Albania              | FSHF        | 1932 |
| Croazia              | HNS         | 1941 |
| Islanda              | KSI         | 1947 |
| Cipro                | CFA         | 1948 |
| Malta                | MFA         | 1957 |
| Liechtenstein        | LFV         | 1974 |
| Fær Øer              | FSF         | 1988 |
| San Marino           | FSGC        | 1988 |
| Bielorussia          | BFF         | 1992 |
| Armenia              | FFA         | 1992 |
| Ucraina              | FFU         | 1992 |
| Georgia              | GFF         | 1992 |
| Slovenia             | NZS         | 1992 |
| Azerbaigian          | AFFA        | 1994 |
| Kazakistan           | FFK         | 1994 |
| Macedonia del Nord   | FFM         | 1994 |
| Moldavia             | FMF         | 1994 |
| Slovacchia           | SFA         | 1994 |
| Andorra              | FAF         | 1996 |
| Bosnia ed Erzegovina | FSBiH       | 1996 |
| Montenegro           | FCG         | 2007 |
| Gibilterra           | GFA         | 2016 |
| Kosovo               | FFK         | 2016 |

## Sud America (CONMEBOL)
| Paese     | Federazione | Anno |
| --------- | ----------- | ---- |
| Argentina | AFA         | 1912 |
| Cile      | FFC         | 1913 |
| Uruguay   | AUF         | 1923 |
| Brasile   | CBF         | 1923 |
| Perù      | FPF         | 1924 |
| Paraguay  | APF         | 1925 |
| Bolivia   | FBF         | 1926 |
| Ecuador   | FEF         | 1926 |
| Colombia  | FCF         | 1936 |
| Venezuela | FVF         | 1952 |

## Africa (CAF)

### Zona Nordafricana (UNAF)
| Paese   | Federazione | Anno |
| ------- | ----------- | ---- |
| Egitto  | EFA         | 1923 |
| Marocco | FRMF        | 1960 |
| Tunisia | FTF         | 1960 |
| Algeria | FAF         | 1963 |
| Libia   | LFF         | 1963 |

### Zona Occidentale (WAFU/UFOA)
| Paese          | Federazione | Anno |
| -------------- | ----------- | ---- |
| Ghana          | GFA         | 1958 |
| Nigeria        | NFA         | 1960 |
| Guinea         | FGF         | 1961 |
| Costa d'Avorio | FIF         | 1961 |
| Benin          | FBF         | 1962 |
| Liberia        | LFA         | 1962 |
| Mali           | FMF         | 1962 |
| Senegal        | FSF         | 1962 |
| Togo           | FTF         | 1962 |
| Burkina Faso   | FBF         | 1964 |
| Mauritania     | FFRIM       | 1964 |
| Gambia         | GFA         | 1966 |
| Niger          | FENIFOOT    | 1967 |
| Sierra Leone   | SLAFA       | 1967 |
| Capo Verde     | FCF         | 1986 |
| Guinea-Bissau  | FFGB        | 1986 |

### Zona Centrale (UNIFFAC)
| Paese               | Federazione | Anno |
| ------------------- | ----------- | ---- |
| Camerun             | FECAFOOT    | 1962 |
| RD del Congo        | FECOFA      | 1962 |
| Rep. del Congo      | FECOFOOT    | 1962 |
| Gabon               | FTFA        | 1963 |
| Rep. Centrafricana  | RCA         | 1963 |
| Guinea Equatoriale  | FEGUIFUT    | 1986 |
| São Tomé e Príncipe | FSF         | 1986 |
| Ciad                | FTFA        | 1988 |

### Zona Orientale (CECAFA)
| Paese         | Federazione | Anno |
| ------------- | ----------- | ---- |
| Burundi       | FFB         | 1948 |
| Sudan         | SFA         | 1948 |
| Etiopia       | EFF         | 1953 |
| Uganda        | FUFA        | 1959 |
| Kenya         | KFF         | 1960 |
| Somalia       | SFF         | 1960 |
| Tanzania      | TFF         | 1964 |
| Ruanda        | FERWAFA     | 1978 |
| Gibuti        | FDF         | 1994 |
| Eritrea       | ENFF        | 1998 |
| Sudan del Sud | SSFA        | 2013 |

### Zona Meridionale (COSAFA)
| Paese      | Federazione | Anno |
| ---------- | ----------- | ---- |
| Madagascar | FMF         | 1962 |
| Mauritius  | MFA         | 1962 |
| Lesotho    | LEFA        | 1964 |
| Zambia     | FAZ         | 1964 |
| Zimbabwe   | ZIFA        | 1965 |
| Malawi     | FAM         | 1967 |
| Botswana   | BFA         | 1978 |
| eSwatini   | NFAS        | 1978 |
| Angola     | FAF         | 1980 |
| Mozambico  | FMF         | 1980 |
| Seychelles | SFF         | 1986 |
| Namibia    | NFA         | 1992 |
| Sudafrica  | SAFA        | 1992 |
| Comore     | FFC         | 2005 |

## Asia (AFC)

### Zona Occidentale (WAFF)
| Paese               | Federazione | Anno |
| ------------------- | ----------- | ---- |
| Libano              | FLF         | 1935 |
| Siria               | SAFF        | 1937 |
| Iraq                | IFA         | 1950 |
| Giordania           | JFA         | 1958 |
| Arabia Saudita      | SAFF        | 1959 |
| Kuwait              | KFA         | 1962 |
| Bahrein             | BFF         | 1966 |
| Qatar               | QFA         | 1970 |
| Emirati Arabi Uniti | UAEFA       | 1972 |
| Oman                | OFA         | 1980 |
| Yemen               | YFA         | 1980 |
| Palestina           | PFA         | 1998 |

### Zona Centrale (CAFF)
| Paese        | Federazione | Anno |
| ------------ | ----------- | ---- |
| Iran         | IRIFF       | 1945 |
| Afghanistan  | AFF         | 1948 |
| Kirghizistan | FFKR        | 1994 |
| Tagikistan   | TNFF        | 1994 |
| Turkmenistan | TFF         | 1994 |
| Uzbekistan   | UFF         | 1994 |

### Zona Meridionale (SAFF)
| Paese      | Federazione | Anno |
| ---------- | ----------- | ---- |
| Pakistan   | PFF         | 1948 |
| India      | AIFF        | 1948 |
| Sri Lanka  | FFSL        | 1952 |
| Nepal      | ANFA        | 1970 |
| Bangladesh | BFF         | 1974 |
| Maldive    | FAM         | 1986 |
| Bhutan     | BFF         | 2000 |

### Zona Orientale (EAFF)
| Paese          | Federazione | Anno |
| -------------- | ----------- | ---- |
| Giappone       | JFA         | 1929 |
| Cina           | CFA         | 1931 |
| Corea del Sud  | KFA         | 1948 |
| Hong Kong      | HKFA        | 1954 |
| Taiwan         | CTFA        | 1954 |
| Corea del Nord | DPRKFA      | 1958 |
| Macao          | AFM         | 1978 |
| Guam           | GFA         | 1996 |
| Mongolia       | MFF         | 1998 |

### Zona Sud-Orientale (AFF)
| Paese      | Federazione | Anno |
| ---------- | ----------- | ---- |
| Thailandia | FAT         | 1925 |
| Filippine  | PFF         | 1930 |
| Indonesia  | PSSI        | 1952 |
| Laos       | LFF         | 1952 |
| Birmania   | MFF         | 1952 |
| Singapore  | FAS         | 1952 |
| Cambogia   | CFF         | 1953 |
| Malaysia   | FAM         | 1956 |
| Australia  | FFA         | 1963 |
| Vietnam    | VFF         | 1964 |
| Brunei     | BAFA        | 1969 |
| Maldive    | FAM         | 1986 |
| Timor Est  | FFTL        | 2005 |

## Nord America (CONCACAF)

### Zona Nordamericana (NAFU)
| Paese       | Federazione | Anno |
| ----------- | ----------- | ---- |
| Canada      | CSA         | 1913 |
| Stati Uniti | USSF        | 1913 |
| Messico     | FEMEXFUT    | 1929 |

### Zona Centroamericana (UNCAF)
| Paese       | Federazione | Anno |
| ----------- | ----------- | ---- |
| Costa Rica  | FEDEFUTBOL  | 1927 |
| El Salvador | FESFUT      | 1938 |
| Panama      | FEPAFUT     | 1938 |
| Guatemala   | FENAFUTG    | 1946 |
| Nicaragua   | FENIFUT     | 1950 |
| Honduras    | FENAFUTH    | 1951 |
| Belize      | FFB         | 1986 |

### Zona Caraibica (CFU)
| Paese                     | Federazione | Anno |
| ------------------------- | ----------- | ---- |
| Suriname                  | SVB         | 1929 |
| Curaçao                   | FFK         | 1932 |
| Cuba                      | AFC         | 1932 |
| Haiti                     | FHF         | 1933 |
| Rep. Dominicana           | FEDOFUTBOL  | 1958 |
| Porto Rico                | FPF         | 1960 |
| Bermuda                   | BFA         | 1962 |
| Giamaica                  | JFF         | 1962 |
| Trinidad e Tobago         | TTFF        | 1963 |
| Bahamas                   | BFA         | 1968 |
| Barbados                  | BFA         | 1968 |
| Guyana                    | GFF         | 1968 |
| Antigua e Barbuda         | ABFA        | 1970 |
| Grenada                   | GFA         | 1978 |
| Aruba                     | AVB         | 1988 |
| Saint Vincent e Grenadine | SVGFF       | 1988 |
| Saint Lucia               | SLFA        | 1988 |
| Isole Cayman              | CIFA        | 1992 |
| Saint Kitts e Nevis       | SKNFA       | 1992 |
| Dominica                  | DFA         | 1994 |
| Anguilla                  | AFA         | 1996 |
| Isole Vergini Britanniche | VIFA        | 1996 |
| Montserrat                | MFA         | 1996 |
| Isole Vergini Americane   | VISF        | 1998 |
| Turks e Caicos            | TCIFA       | 1998 |

## Oceania (OFC)
| Paese              | Federazione | Anno |
| ------------------ | ----------- | ---- |
| Nuova Zelanda      | NZF         | 1948 |
| Figi               | FFA         | 1963 |
| Papua Nuova Guinea | PNGFA       | 1963 |
| Samoa              | SFF         | 1986 |
| Isole Salomone     | SIFF        | 1988 |
| Vanuatu            | VFF         | 1988 |
| Tahiti             | FTF         | 1990 |
| Isole Cook         | CIFA        | 1994 |
| Tonga              | TFA         | 1994 |
| Nuova Caledonia    | FCF         | 2004 |
| Samoa Americane    | ASFA        | 2007 |

## Membri onorari
Makana Football Association - 2007